# Silkehejre
Silkehejren (Egretta garzetta) er en lille hvid hejre. Denne hejre har sort næb, sorte ben og gule fødder. I yngletiden har den lange trådformede fjer på skuldre, ryg og bryst samt to lange nakkefjer. Dens føde består af fisk, krebsdyr, padder og vandinsekter. Fuglen ruger i kolonier i træer og buske, den bygger sin rede af grene og lægger 3-5 æg.
Den har en længde på 55-65 cm og et vingefang på 88-106 cm. Dens levealder er op til 10 år. Silkehejren minder meget om sølvhejren, men den art er større, har helt mørke ben og fødder, og næbbet er kun sort i yngleperioden (ellers er det gult).

## Udbredelse
Silkehejren har en stor udbredelse i varmere dele af Europa, Asien, Afrika og Australia. Dens europæiske ynglebestand er på på 68.000-94.000 par, hovedsageligt i det sydlige Europa, men også så langt mod nord som De Britiske Øer og Holland yngler den.

### I Danmark
I Danmark blev silkehejren først truffet i 1952, og den har siden været en sjælden besøgende. Dens europæiske udbredelse har rykket sig nordpå i de senere årtier, og antallet af besøgende i Danmark er stigende med flere individer set hver år, hovedsageligt om sommeren. Det forventes, at den med tiden vil begynde at yngle i Danmark (ligesom en række andre varmeelskende arter).

## Eksterne kilder og henvisninger
1. ↑  Politikens store fuglebog
2. 1 2  "Silkehejre". Dansk Ornitologisk Forening. Hentet 10. juli 2023.
3. ↑  "Om hvide hejrer" (PDF). Arkiveret (PDF) fra originalen 28. december 2013. Hentet 26. maj 2012.
4. ↑  "Ændringer i fuglebestande som følge af klimaforandringer". klimatilpasning.dk. 14. september 2022. Hentet 10. juli 2023.

- Om Silkehejren, DOF-basen Arkiveret 23. december 2015 hos  Wayback Machine

- Wikimedia Commons har flere filer relateret til Silkehejre

- Taksonomi fra Wikispecies

| Fugl | Spire Denne artikel om fugle er en spire som bør udbygges. Du er velkommen til at hjælpe Wikipedia ved at udvide den. |